# Sainte-Florence (Gironda)
Sainte-Florence è un comune francese di 127 abitanti situato nel dipartimento della Gironda nella regione della Nuova Aquitania.

## Società

### Evoluzione demografica
Abitanti censiti